# Gabry Ponte
Gabry Ponte, vlastním jménem Gabriele Ponte, (* 20. dubna 1973 Turín) je italský DJ a hudební producent, známý jako zakládající člen skupiny Eiffel 65. S písní „Tutta l'Italia“ reprezentoval San Marino na Eurovision Song Contest 2025.

## Kariéra

### Hudební počátky
V 17 letech začal pracovat jako DJ na diskotékách ve svém rodném městě Turíně, postupně začal spolupracovat s lidmi, kteří se také zajímali o hudbu. Na základě jeho demo nahrávky se o něm dozvěděli lidé z Blisscorporation. Profesionálně začínal v hudebním projektu Da Blitz, který významně formoval jeho kariéru. Během osmi let v Blisscorporation následně vytvořil na 100 skladeb, mezi nejznámější patří: „Let Me Be“ (1994), „Stay With Me“ (1994), „Movin' On“ (1995) a „I Believe“ (1996).
V roce 1999 založil společně s Maurem Lobinem a Jeffreym Jeyem skupinu Eiffel 65, mezi jejíž největší hity patří „Blue (Da Ba Dee)“ (1999) nebo „Move Your Body“ (1999). Jejich prvního alba Europop se prodaly 4 miliony kopií. O rok později skupina zvítězila na European Music Award jako „Nejlepší italští hudebníci na světě“

### 2001–2007
V listopadu 2001 vydal svůj první song „Got To Get“ jako sólový DJ, který se umístil na 1. místě v italských hitparádách a rádiích. O dva měsíce později vydal svůj druhý singl „Time To Rock“, který byl ještě úspěšnější a který byl často hrán jak v rádiích, tak i na diskotékách. Dalším populárním songem se stal „Geordie“, který byl vydán v listopadu 2002. V témž měsíci vydal i své první sólové album s podtitulem „Gabry Ponte“.
V létě roku 2003 vydal populární remix „Dj Lhasa vs. Gabry Ponte - Giulia“, ke konci téhož roku vydal „La Danze Delle Streghe“ a na přelomu roku 2004 remixy písní „Giulia“ a „Dragostea Din Tei“. Krátce poté vydal singl „Figli Di Pitagora“, jež vyšel později i na druhém albu. V létě 2004 vydal druhé album Dottor Jekkyl & Mister DJ, z nějž vyšly songy „Depends on You“, nebo „Dr. Jekyll and Mister DJ (Roberto Molinaro Concept)“.

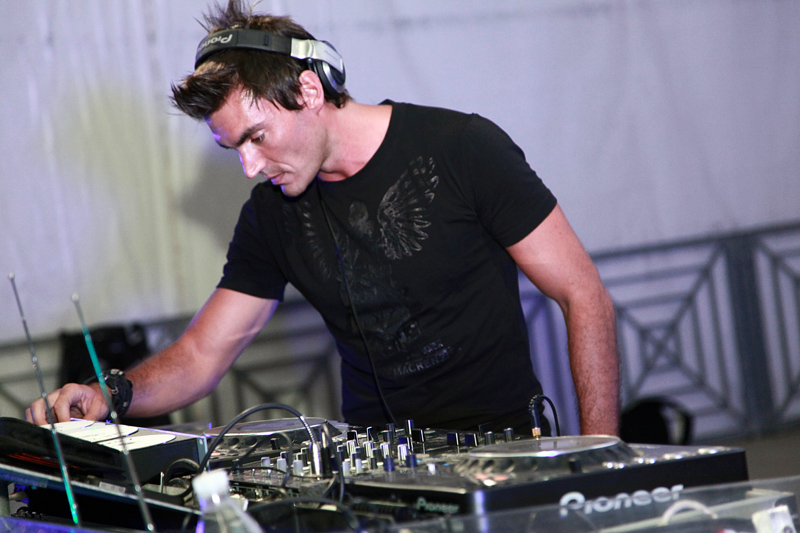
Gabry Ponte v roce 2011

Na jaře roku 2005 vydal mixované album s názvem „DJ Set Compilation“. V této době také po 6leté spolupráci opustil Eiffel 65. Na konci roku dvakrát vystoupil  v České republice – v pražském klubu Hany Bany, a v Olomouci, v Dance Hall Envelopa.
Na začátku léta roku 2006 po více než roční přestávce vydal nový singl „La Liberta“, který je zmixovanou italskou operou. O prázdninách skončil s moderováním na rádiu Deejay a od 7. října vysílal každou sobotu mixovaný set v rámci pořadu Tribe na italském rádiu m2o, kde představoval nové písně a remixy, včetně těch svých. Některé z nich pak vydal na konci roku na vinylu „Modern Tech Noises According To Gabry Ponte“, kde se objevily skladby jako „U.N.D.E.R.G.R.O.U.N.D.“ a „Elektro Music is Back“. Téměř po roce, v prosinci, také opět navštívil Česko, vystoupil v Praze, a to v klubu Karlovy lázně.
V roce 2007 vydal další vinyl a singl s názvem „Love Songs In The Digital Age According To Gabry Ponte“. Ten obsahuje další novinky a hity, které hrál v pořadu Tribe: „Now & Forever“, „The Point of No Return“, „La Liberta“ v novém Hard Love remixu a nový Euro-trance remix hitu „Geordie“. Na začátku června vydal další singl z jeho rádiových pořadů; „I Dream of You“. O měsíc později vyšla na kompilaci Italo Mega Dance vol. 7 nová verze 12 let starého hitu „Movin' On“ od Da Blitz.

### 2012–2014
V roce 2012 Ponte vydal svůj singl Beat on My Drum s hostujícími interprety Pitbullem a Sophií del Carmen, který dosáhl 11. místa v americkém žebříčku Hot Dance Club Songs. V lednu téhož roku se rovněž podílel na produkci mezinárodního hitu Tacatà italského tanečního tria Tacabro.

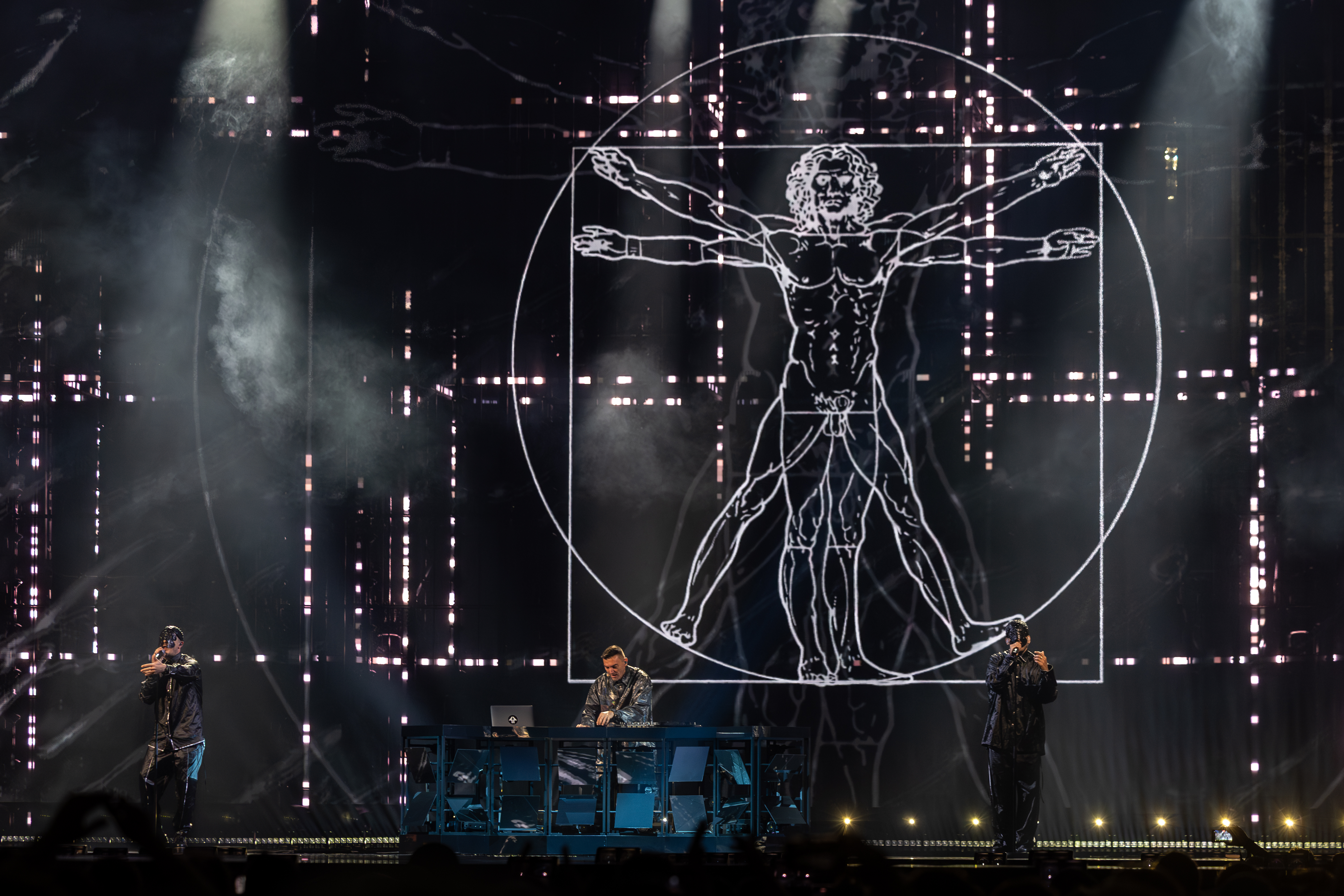
Gabry Ponte při vystoupení s písní „Tutta l'Italia“ na Eurovision Song Contest 2025 v Basileji

Mezitím Ponte zahájil svou sólovou kariéru a jeho první singly a remixy zaznamenaly výrazný úspěch v evropských hitparádách. V roce 2014 se jeho skladba Buonanotte Giorno stala letním hitem v Itálii a pronikla do první desítky tamního hudebního žebříčku. Ve stejném roce se umístil na 61. místě v žebříčku Top 100 DJs časopisu DJ Mag, čímž se stal nejvýše postaveným italským interpretem toho roku.

### 2022–2025: Eurovision Song Contest
V roce 2022 reprezentoval Rakousko na Eurovision Song Contest 2022 jako spoluautor a producent písně „Halo“ v podání Lumixe a Pia Maria. Mezi jeho poslední klubové releasy patří spolupráce s umělci jako Blasterjaxx, Justus, DJs From Mars, Vini Vici a oficiální remixy pro Sigalu, Sama Feldta a Davida Guettu s globálním hitem „I'm Good“.
6. prosince vydal na Spotify album věnované Wrapped 2023: „Losing You - Spotify Singles“, oslavující výročí 40 let od vydání skladby „Every Breath You Take“ skupiny The Police. Během roku 2023 vystoupil na celkově 90 koncertech v 11 zemích, na kterých tančilo přes 700 000 lidí.
V roce 2025 reprezentoval San Marino na Eurovision Song Contest 2025 s písní „Tutta l'Italia“, která byla původně složena jako znělka pro Festival Sanremo. 13. května 2025 vystoupil v prvním semifinále a jako teprve čtvrtý zástupce San Marina postoupil do finále. V tom skončil na posledním místě s 27 body.

## Diskografie

### Studiová alba
- 2002: Gabry Ponte
- 2004: Dr. Jekyll and Mr. DJ

- 2008: Gabry2o

### Nestudiová alba
- 2005: DJ Set
- 2007: Modern Tech Noises According to Gabry Ponte
- 2007: Tunes from Planet Earth According to Gabry Ponte
- 2009: Gabry2o vol.II
- Série albumů Dance & Love:
  - Gabry Ponte pres. Dance & Love Selection Vol. 1 (2010)
  - Gabry Ponte pres. Dance & Love Selection Vol. 2 (2010)
  - Gabry Ponte pres. Dance & Love Selection Vol. 3 (2010)
  - Gabry Ponte pres. Dance & Love Selection Vol. 4 (2011)

### E.P.
- 2006: Modern Tech Noises According To Gabry Ponte
- 2007: Love Songs In The Digital Age According To Gabry Ponte (zahrnuje písně „Now & Forever" / „The Point of No Return“ / „The Point of No Return (Bufalo & D-Deck Remix)“ / „La Libertà“ (Hard Love Remix) / „Geordie“ (Eurotrance Remix)
- 2007: Tunes From Planet Earth According To Gabry Ponte
- 2018: Dance Lab

### Singly
- 2001: „Got to Get“
- 2002: „Time to Rock“
- 2002: „Geordie“
- 2003: „Music“ (feat. Mario Fargetta)
- 2003: „De Musica Tonante“
- 2003: „The Man in the Moon“
- 2003: „La Danza delle streghe“
- 2004: „Figli di Pitagora“ (feat. Little Tony)
- 2004: „Sin Pararse“ (feat. Ye Man)
- 2005: „Depends On You“
- 2006: „La libertà“
- 2006: „Elektro Muzik Is Back“
- 2006: „U.N.D.E.R.G.R.O.U.N.D.“
- 2007: „The Point of No Return“
- 2007: „I Dream of You “
- 2010: „Sono già solo (Remix)“
- 2012: „Beat on My Drum“ (feat. Pitbull a Sophia Del Carmen)
- 2014: „La Fine del Mondo“ (feat. Two Fingerz)
- 2014: „Buonanotte giorno“
- 2016: „Che ne sanno i 2000“ (feat. Danti)
- 2017: „Tu sei“ (feat. Danti)
- 2019: „Monster“ (s Lum!xem)
- 2020: „The Passenger“ (LaLaLa) (s Lum!xem, Mokaby a D.T.E.)
- 2020: „Lonely“ (s Jeromem)
- 2021: „Golden“ (s Blasterjaxxem, feat. Riell)
- 2021: „Oh La La“ (s MOTi, feat. Mougleta)
- 2021: „Going Down“ (s Lucky Love a Kevinem Palmsem)
- 2021: „Thunder“ (s Lum!xem a Precioso)
- 2021: „The Portrait“ (Ooh La La) (feat. R3hab)
- 2021: „Superman“ (feat. Roberto Molinaro)
- 2021: „The Feeling“ (s Henri PFR)
- 2021: „Can't Get Over You“ (feat. Aloe Blacc)
- 2022: „Call Me“ (feat. R3hab a Timmy Trumpet)
- 2022: „Hasta La Vista“ (s Blasterjaxxem)
- 2022: „We Could Be Together“ (s Lum!xem a Daddy DJ)
- 2022: „Rely on Me“ (se Sigalem a Alexem Gaudino)
- 2023: „Dance Dance“ (s Alessandrou)
- 2024: „Let You Down“ (s Dvbbsem, feat. Sofiloud)
- 2024: „Born to Love Ya“ (se Seanem Paulem a Natti Natashou)
- 2025: „Tutta l'Italia“
- 2025: „Exotica“